# Rocca di Roffeno
Rocca di Roffeno è una frazione del comune di Castel d'Aiano nella città metropolitana di Bologna.

## Geografia
Si trova a circa 5,8 chilometri dal capoluogo di comune, di cui è la frazione più settentrionale, ed è poco distante dal confine con Vergato. L’abitato sorge sulle pendici del Monte Rocca, alto 887 m, e domina la valle del Vergatello.

## Storia
I Roffeni, feudatari di Matilde di Canossa, in epoca medievale furono signori del luogo. I fratelli figli Azzo e Rainerio ne furono gli ultimi esponenti: giurarono fedeltà a Bologna, che voleva impadronirsi dei possedimenti feudali della zona, ma in seguito si allearono con Modena. Nel 1243 Bologna pose l’assedio al castello e lo conquistarono: i due signori furono decapitati il 2 ottobre. La città fece poi costruire una nuova rocca in cima al monte.

## Luoghi di interesse

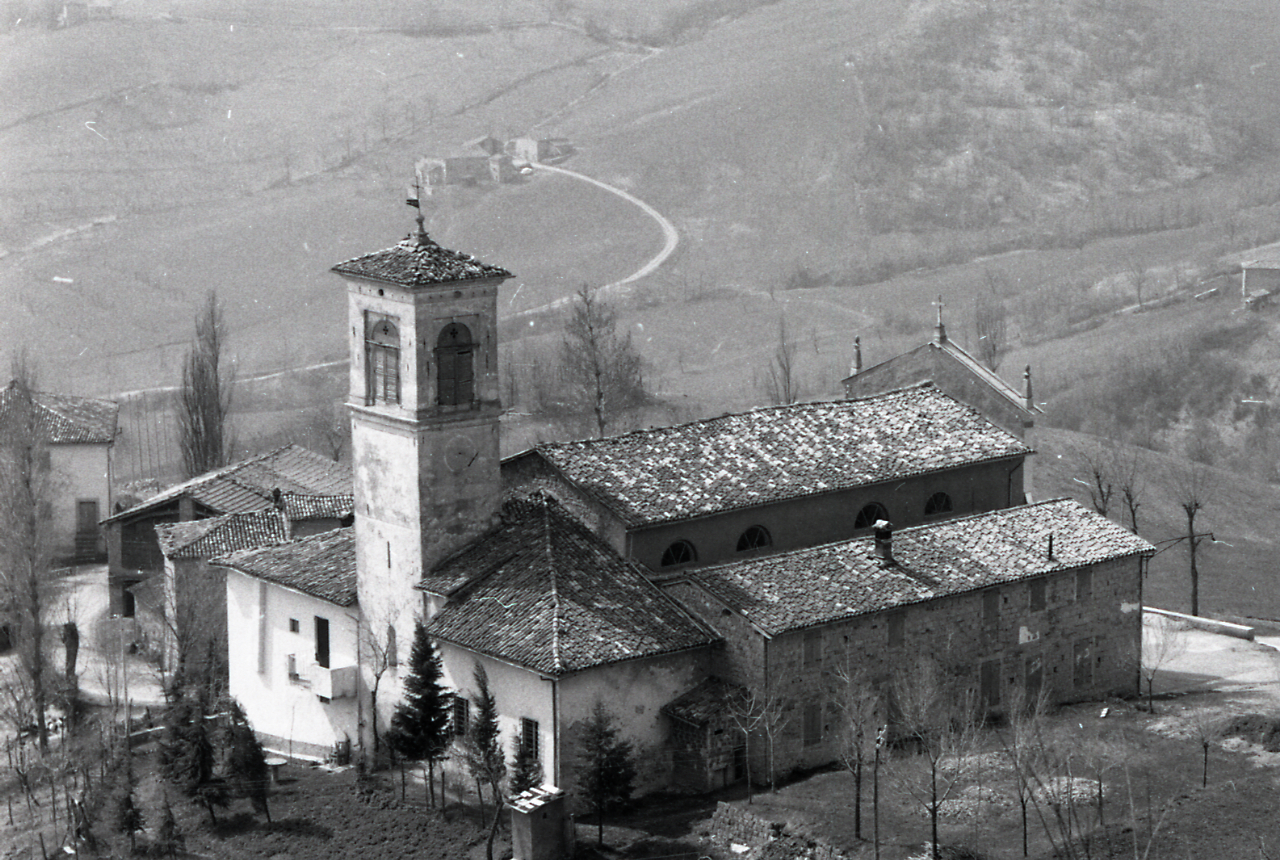
Chiesa di San Martino

- La parrocchiale di San Martino ha origini medievali e presenta ancora oggi elementi di quell’architettura. Venne costruita nel 1340 sui resti di una precedente, dedicata a Santa Maria, poi nel Settecento subì rimaneggiamenti. Ospita il tabernacolo ligneo più antico dell’arcidiocesi di Bologna, datato dall’iscrizione al 1486.[3]
- L’Abbazia di Santa Lucia, a poca distanza dal paese, è un antico monastero benedettino che fu restaurato nel 942 dal papa Agapito II. La sua fondazione viene fatta risalire ad Anselmo di Nonantola, che percorse la strada da Lucca alla pianura emiliana: a lungo si trattò di un frequentatissimo ospizio. Abbandonato nel 1630, la chiesa subì un restauro negli anni cinquanta del Novecento.[4]
- Nel territorio si possono notare alcuni nuclei rurali, nei quali sono diffusi torrioni e case-torri, ad esempio le case-torri della Civetta, del Poggiolo, della Torricina, della Torretta di Lavacchio e di Torre Jussi. Ne sono un esempio il nucleo di Ca' Masina del XV secolo e quello di Monzone del XIII circa: in quest’ultimo abitò nei suoi soggiorni estivi Giorgio Morandi, che vi dipinse 18 quadri.[5][6][7]
- La Pieve di San Pietro è situata a valle, nei pressi di Cereglio. Risale alla metà del XII secolo e conserva gran parte della struttura romanica originaria. Più antico è però il fonte battesimale di epoca longobarda (VII secolo) che doveva provenire dalla chiesa preesistente.[8]

## Infrastrutture e trasporti
La vicina SP 25 porta sia a Vergato sia, insieme alla SS 623, a Castel d'Aiano.
Rocca di Roffeno è servita dalla linea 727, gestita dalla TPER: ha per capolinea Vergato e Montese e passa per Castel d’Aiano.